# Roni
Roni (11 de enero de 1955) son las mascotas oficiales de los Juegos Olímpicos de Lake Placid 1980, que se celebraron en Lake Placid en febrero de 1980.